# Московско-тартуская семиотическая школа
Тартуско-московская (московско-тартуская) семиотическая школа — направление в семиотике и в советской гуманитарной науке в 1960-х—1980-х годах. Школа объединила учёных из Тарту (кафедра русской литературы Тартуского университета) и Москвы, а также Еревана, Риги, Вильнюса и других городов. В центре внимания семиотической школы были проблемы языка и культуры, представляющей собой знаковую систему, состоящую из «бинарных оппозиций» и содержащую «универсальный код». Школа отталкивалась от гегельянства (критика детерминизма и историцизма) и сближалась со структурализмом.

## История школы
Основатели школы опирались на труды русских формалистов (Ю. Н. Тынянов, В. Б. Шкловский, В. Я. Пропп).
С 1964 года проходили Летние школы по вторичным моделирующим системам (до 1970 года), выпускались «Труды по знаковым системам» (Sign Systems Studies), предпринимались попытки совместить математику и лингвистику. Некоторые исследователи подчёркивают эзотерический и закрытый характер тартуской школы. Основными темами представителей этого направления были бинарные оппозиции в культуре, ритуалы и архетипы. Временем триумфа школы указывают конец 60-х — начало 70-х.
В середине 1980-х годов московско-тартуская школа окончательно распадается. Лотман выдвигает тезис, что именно неадекватность перевода обеспечивает динамику культуры.

## Основные представители
- Ю. М. Лотман
- А. М. Пятигорский
- Б. М. Гаспаров
- Вяч. Вс. Иванов
- В. Н. Топоров
- Б. А. Успенский
- В. А. Успенский
- А. К. Жолковский
- Ю. И. Левин
- М. Л. Гаспаров[источник не указан 2624 дня]
- Ю. К. Щеглов
- И. И. Ревзин
- Ю. К. Лекомцев
- Е. В. Падучева
- С. Ю. Неклюдов
- П. Тороп
- Б. Л. Огибенин

### Критика
- Живов В. М. Московско-тартуская семиотика: её достижения и её ограничения // Новое литературное обозрение. — 2009. — № 98.
- Ямпольский М. Б. «Специально деньги из Госдепа на российские исследования не выделяются» // «Историческая экспертиза»